# Evičkino jazero
Evičkino jazero (również Tajch Evička) – sztuczny zbiornik wodny koło miejscowości Szczawnickie Banie (słow. Štiavnické Bane) na Słowacji, w centrum Gór Szczawnickich. Powierzchnia 2,02 ha. Z jeziora wypływa rzeka Štiavnica.
Powstanie i eksploatacja zbiornika są związane z dawnym górnictwem złota i rud innych metali w rejonie Bańskiej Szczawnicy: zbierana w nim woda służyła do napędu kół wodnych, napędzających różne urządzenia górnicze i hutnicze. Pierwsze wiadomości o jego budowie pochodzą z 1638 r. Zbiornik zbierał wodę z płaskowyżu w rejonie Szczawnickich Bani. W 1718 r. podniesiona została wysokość zapory i wybudowany nowy kanał zbiorczy, doprowadzający do jeziora wodę ze stoków góry Sitno. Pojemność jeziora wzrosła do 211 600 m³, a jego głębokość maksymalna wynosiła 19,4 m. Lustro wody znajduje się na wysokości 662 m n.p.m.
Obecnie zbiornik wykorzystywany jest do celów rekreacyjnych (kąpielisko).